# Ессекс (Вермонт)
Ессекс (англ. Essex) — місто (англ. town) в США, в окрузі Читтенден штату Вермонт. Населення — 22 094 особи (2020).

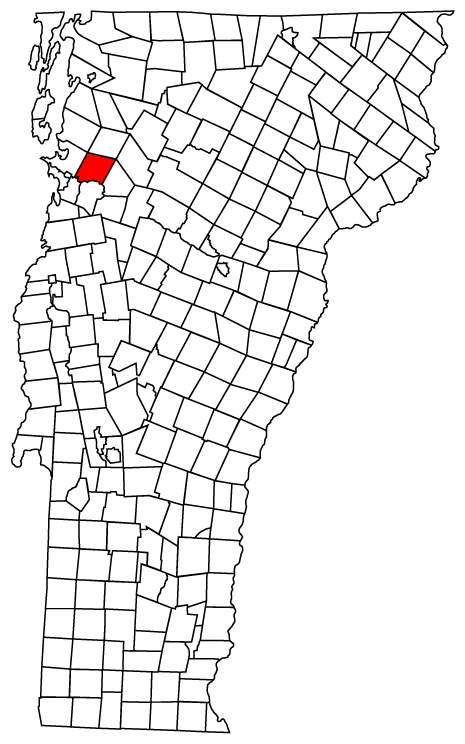
Колчестер, Вермонт

## Історія
Місто було засноване 7 червня 1763 і було назване на честь графа Ессекса.

## Географія
Ессекс розташоване в північно-західній частині штату, на правому березі річки Вінускі, на відстані приблизно 45 кілометрів на північний захід від Монтпілієра, адміністративного центру штату. Абсолютна висота — 151 метр над рівнем моря.

Згідно з даними бюро перепису населення США, площа території міста становить 101,8 км², з яких, 101 км² припадає на сушу і 1,8 км (тобто 1,8 %) на водну поверхню.

## Демографія

### Перепис 2010
Згідно з переписом 2010 року, у місті мешкало 19 587 осіб у 7887 домогосподарствах у складі 5308 родин. Було 8146 помешкань
Расовий склад населення:
| - 92,8 % — білих - 3,2 % — азіатів - 1,5 % — чорних або афроамериканців - 0,3 % — корінних американців |

До двох чи більше рас належало 1,8 %. Частка іспаномовних становила 1,7 % від усіх жителів.
За віковим діапазоном населення розподілялося таким чином: 24,3 % — особи молодші 18 років, 64,6 % — особи у віці 18—64 років, 11,1 % — особи у віці 65 років та старші. Медіана віку мешканця становила 39,9 року. На 100 осіб жіночої статі у місті припадало 95,2 чоловіків; на 100 жінок у віці від 18 років та старших — 92,3 чоловіків також старших 18 років.
Середній дохід на одне домашнє господарство становив 93 457 доларів США (медіана — 76 677), а середній дохід на одну сім'ю — 108 082 долари (медіана — 97 056). Медіана доходів становила 61 107 доларів для чоловіків та 44 188 доларів для жінок. За межею бідності перебувало 5,4 % осіб, у тому числі 7,4 % дітей у віці до 18 років та 2,4 % осіб у віці 65 років та старших.
Цивільне працевлаштоване населення становило 12 113 осіб. Основні галузі зайнятості: освіта, охорона здоров'я та соціальна допомога — 30,0 %, виробництво — 12,4 %, роздрібна торгівля — 11,4 %.

### Перепис 2000
За даними перепису населення 2000 року в Ессексі проживало 18 626 осіб, 5014 сімей, налічувалося 7013 домашніх господарств і 7170 житлових будинків. Середня густота населення становила близько 183,8 людини на один квадратний кілометр.

Расовий склад міста за даними перепису розподілився таким чином: 95,37 % білих, 0,88 % — афроамериканців, 0,19 % — корінних американців, 2,25 % — азіатів, 0,02 % — вихідців з тихоокеанських островів, 1,07 % — представників змішаних рас, 0,21 % — інших народностей. Іспаномовні склали 0,85 % від усіх жителів міста.

З 7013 домашніх господарств в 38,5 % — виховували дітей віком до 18 років, 59,7 % представляли собою подружні пари, які спільно проживають, в 8,8 % сімей жінки проживали без чоловіків, 28,5 % не мали сімей. 21,7 % від загального числа сімей на момент перепису жили самостійно, при цьому 5,5 % склали самотні літні люди у віці 65 років та старше. Середній розмір домашнього господарства склав 2,62 людини, а середній розмір родини — 3,09 людини.

Населення міста за віковим діапазоном за даними перепису 2000 року розподілилося таким чином: 27,9 % — жителі молодше 18 років, 6,8 % — між 18 і 24 роками, 32,5 % — від 25 до 44 років, 24,6 % — від 45 до 64 років і 8,2 % — у віці 65 років та старше. Середній вік мешканця склав 36 років. На кожні 100 жінок в Ессексі припадало 97,4 чоловіків, при цьому на кожні сто жінок у віці від 18 років та старше припадало 94,8 чоловіків також старше 18 років.

Середній дохід на одне домашнє господарство в місті склав 58 441 долар США, а середній дохід на одну сім'ю — 65 794 долара. При цьому чоловіки мали середній дохід в 45 428 доларів США на рік проти 27 426 доларів середньорічного доходу у жінок. Дохід на душу населення в місті склав 25 854 доларів на рік. 1,8 % від усього числа сімей в місті і 2,6 % від усієї чисельності населення перебувало на момент перепису населення за межею бідності, при цьому 2,4 % з них були молодші 18 років і 6,6 % — у віці 65 років та старше.